# Estación Takinogawa-Itchōme
La estación Takinogawa-Itchōme (滝野川一丁目停留場 Takinogawa-Itchōme-teiryūjō?) de la línea Toden Arakawa, pertenece al único sistema de tranvías de la empresa estatal Toei, y está ubicada en el barrio especial de Kita, en la prefectura de Tokio, Japón.

## Sitios de interés
- Ruta nacional 122
- C1 - Ruta circular interior (Autopista Shuto)
- Escuela intermedia y superior Sakuragaoka (桜丘)
- Banco Higashi Shinki de Tokio (The Tokyo Higashi Shinkin Bank - 東京東信用金庫)
- Centro del barrio de Kita